# 런 FC 축구클럽
런FC축구클럽는 대구광역시에 위치한 under-15 형태의 유소년 축구단으로 과거 김광석FC와 런FC합병하여 만들어졌다.

## 출신 선수
- 강현묵